# Acil-CoA oxidasa
La acil-CoA oxidasa (EC 1.3.3.6) es una enzima que cataliza la siguiente reacción química:
Por lo tanto, los dos sustratos de esta enzima son un acil-CoA y oxígeno molecular;
mientras que sus dos productos son trans-2, 3-deshidroacil-CoA y peróxido de hidrógeno.

## Clasificación
Esta enzima pertenece a la familia de las oxidorreductasas, más específicamente a aquellas oxidorreductasas que actúan sobre grupos CH-CH como dadores de electroenes, utilizando un oxígeno como aceptor.

## Nomenclatura
El nombre sistemático de esta clase de enzimas es acil-CoA:oxígeno 2-oxidorreductasa. Otros nombres de uso común pueden ser acil graso-CoA oxidasa, acil coenzima A oxidasa, y acil graso-coenzima A oxidasa.

## Papel biológico
Esta enzima participa en 3 vías metabólicas: el metabolismo de los ácidos grasos, la biosíntesis de ácidos grasos poliinsaturados, y la vía de señalización ppar. Utiliza un cofactor, FAD

## Estudios estructurales
Hasta el año 2007, se habían resuelto seis estructuras para esta clase de enzimas, las cuales poseen los códigos de acceso a PDB siguientes: 1IS2, 1W07, 2DDH, 2FON, 2IX5, y 2IX6.